# ناتاشا كلاوس
وإسمها الحقيقي ناتاشا أليكسندرا راستابكافيشيوس أروندو (بالروسية: Наташа Александра Растапкавичюс Аррондо) ومعروفة باسم ناتاشا كلاوس (بالإسبانية: Natasha Klauss)‏ وهي ممثلة كولومبية وهي ذات أصل كولومبي ليتواني مشترك ولدت في يوم 25 يونيو 1975 في مدينة بارانكويلا في كولومبيا من أبرز المسلسلات التي مثلتها هي مسلسل آلام خفية.

## روابط خارجية
- ناتاشا كلاوس على موقع IMDb (الإنجليزية)
- ناتاشا كلاوس على موقع قاعدة بيانات الفيلم (الإنجليزية)